# Xian de Sêrtar
Le xian de Sêrtar (tibétain : གསེར་རྟ་རྫོང, Wylie : gser rda rdzong, pinyin tibétain : Sêrtar ; chinois : 色达县 ; pinyin : sèdá xiàn) est un xian de la préfecture autonome tibétaine de Garzê dans la province du Sichuan en Chine.

## Description

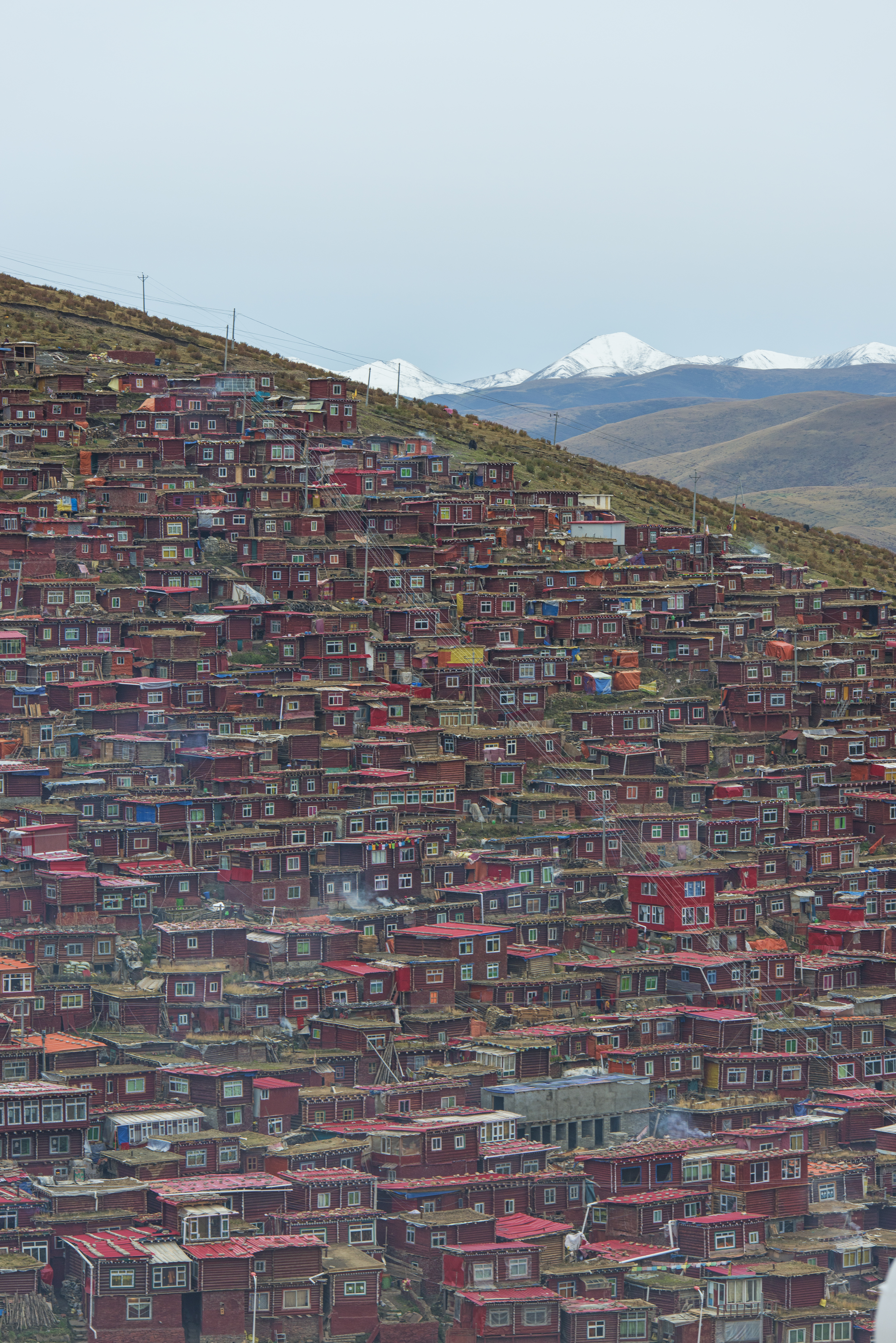
Les quartiers d'habitation de l'institut bouddhiste de Larung Gar, faits de cabanes rouges en bois et aux toits de tôle ondulée.

L'appellation de la ville est en tibétain et a pour équivalent en chinois Jinse Junma (金色骏马, jīnsè jùnmǎ), signifiant « coursier (le cheval) à la couleur dorée », ce nom vient de la région appelée cheval d'or (金马).

## Démographie
La population du district était de 58 606 habitants en 2010.
La majorité de la population du xian pratique l'élevage.
La population de l'Institut bouddhiste de Larung Gar, d'après l'institut en 2016, dépasse les 10 000 bhikshu,,.

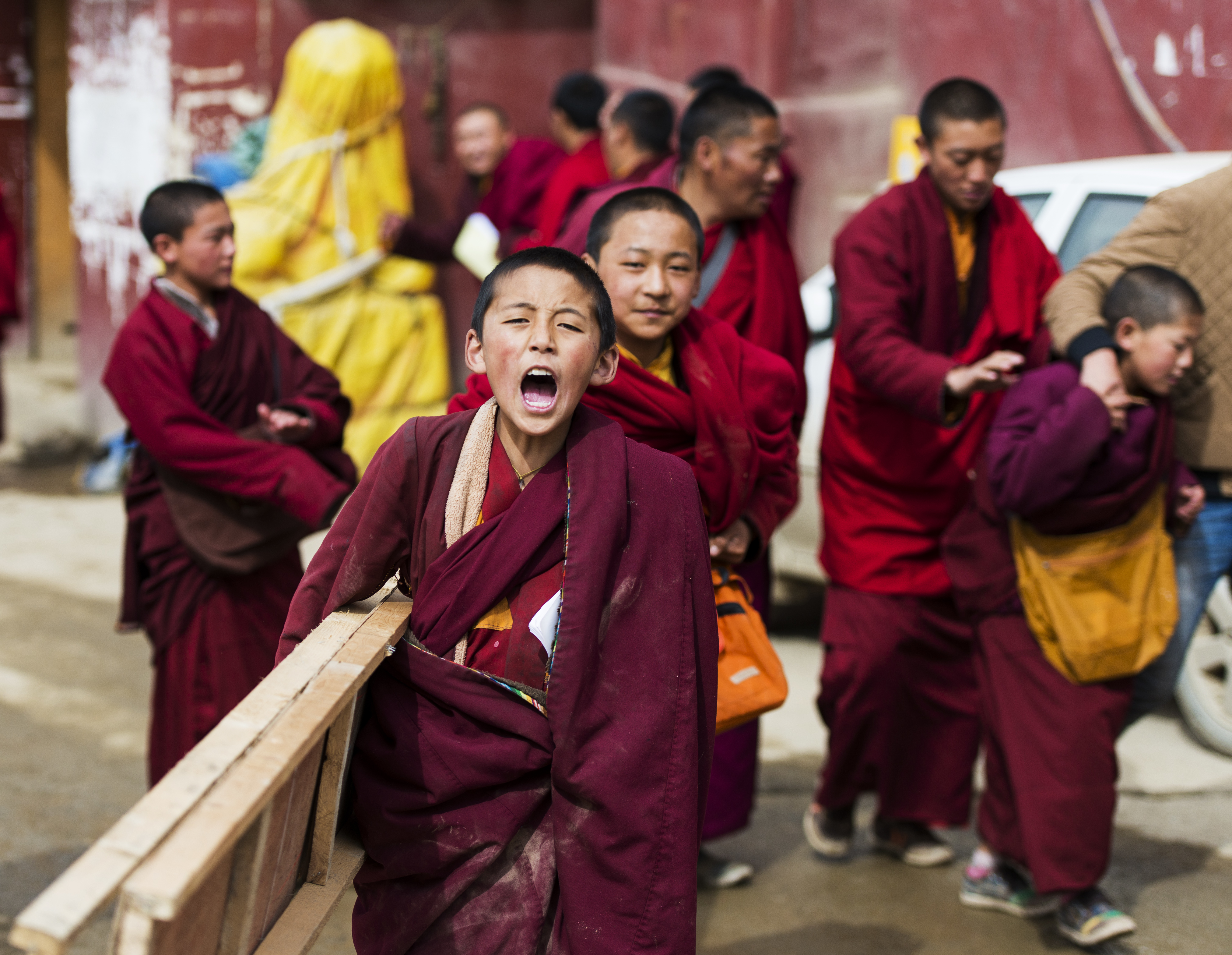
Enfants-moines, xian de Sêrtar, Sichuan, Chine.

## Géographie
Deux bourgs (镇, zhèn) et quinze cantons (乡, xiāng) sont sous l'administration du xian
- Le bourg de Seke (zh) (色柯镇, sèkē zhèn) ;
- Le bourg de Wengda (zh) (翁达镇, wēngdá zhèn) ;
- Le canton de Niduo (zh) (泥朵乡, níduǒ xiāng) ;
- Le canton de Keguo (克果乡, kèguǒ xiāng) ;
- Le canton de Ranchong (zh) (然充乡, ránchōng xiāng) ;
- Le canton de Kangle (zh) (康勒乡, kānglè xiāng) ;
- Le canton de Dazhang (zh) (大章乡, dàzhāng xiāng) ;
- Le canton de Da (zh) (大则乡, dàzé xiāng) ;
- Le canton de Yalong (zh) (亚龙乡, yàlóng xiāng) ;
- Le canton de Tazi (zh) (塔子乡, tǎzǐ xiāng) ;
- Le canton de Nianlong (zh) (年龙乡, niánlóng xiāng) ;
- Le canton de Luoruo (洛若乡, luòruò xiāng) ;
- Le canton de Huoxi (zh) (霍西乡, huòxī xiāng) ;
- Le canton de Xuri (zh) (旭日乡, xùrì xiāng) ;
- Le canton de Yangge (zh) (杨各乡, yánggè xiāng) ;
- Le canton de Jiaxue (zh) (甲学乡, jiǎxué xiāng) ;
- Le canton de Geyuetuo (zh) (歌乐沱乡, gēyuètuó xiāng) ;

Le centre ville est situé à 3 900 mètres d'altitude.

## Traditions

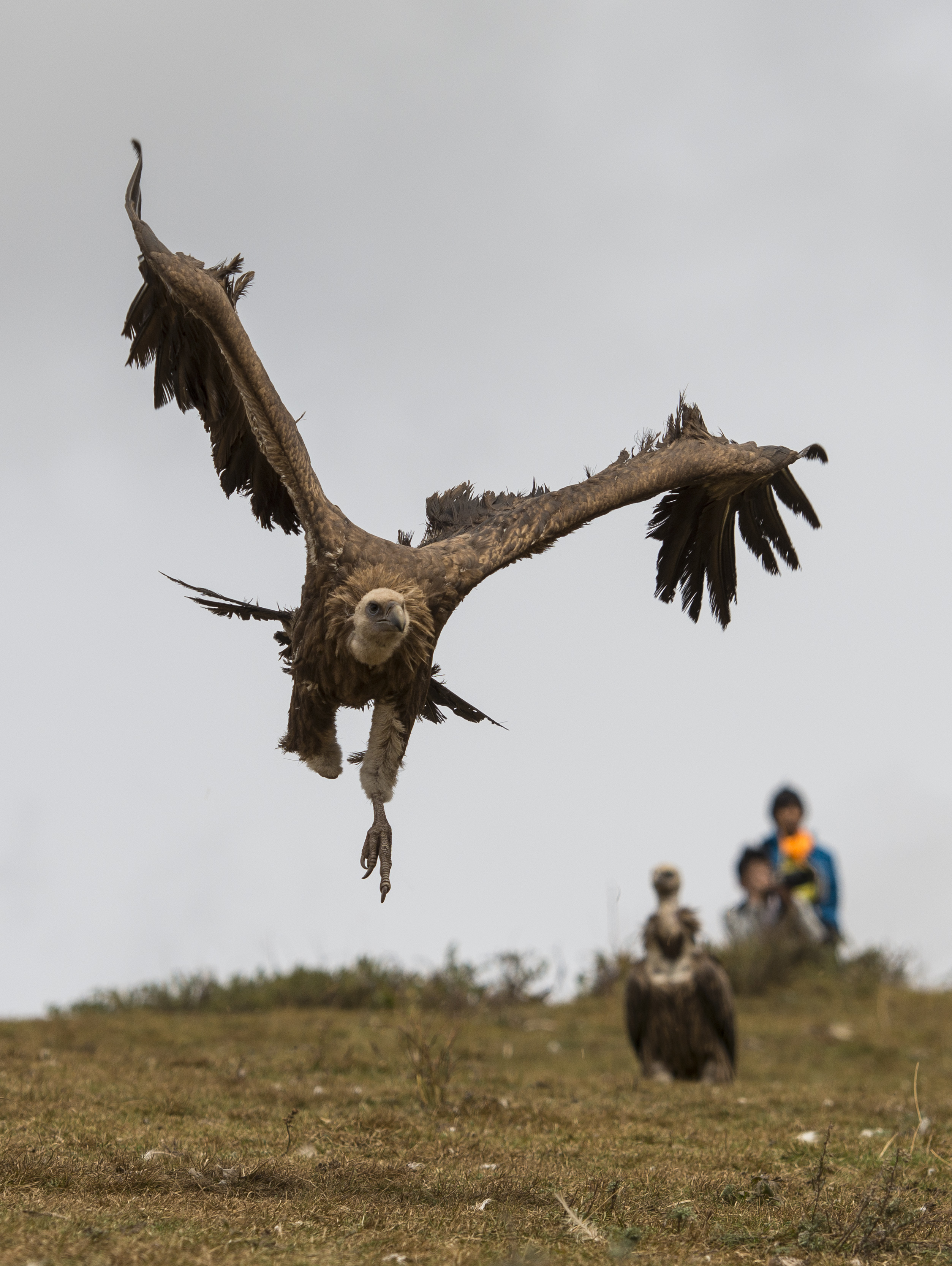
Vautours lors d'une inhumation céleste à Sêrtar.

La principale fête est une fête sacrificielle aux dieux des pasteurs. Les sacrifices aux dieux sont une ancienne tradition des religions originelles tibétaines, telles que le chamanisme bön. Cette religion professe que tous les êtres vivants ont une âme, et que dans les villages enneigés des hauts plateaux, il y a partout de nombreux esprits,.

## Histoire

### République de Chine
À la chute de la dynastie Qing, en 1911, à la suite du soulèvement de Wuchang, la République de Chine (1912-1949) est déclarée. La région est alors intégrée au district administratif spécial de Chuanbian (川边特别区 / 川邊特別區 ou 川边特别行政区 / 川邊特別行政區).[réf. nécessaire]. Avec le district spécial de Rehe (热河特别区), district spécial de Chahaer (察哈尔特别区) et le district spécial de Suiyuan (绥远特别区), ce sont des nouveaux districts périphériques aux vingt-deux provinces de Chine.
En 1930, l'armée du Tibet envahit la région, elle est défaite par les troupes de Ma Bufang en 1932. Le district administratif spécial devient la province de Xikang en 1939.[réf. nécessaire]

### République populaire de Chine
Après la proclamation de la République populaire de Chine, le 1er octobre 1949, la province de Xikang est dissoute en 1955, le Xian de Sêrtar passe de nouveau dans la province du Sichuan.
Le xian est établi en 1955.

#### Manifestations de 2012
Le 24 janvier 2012, selon l'organisation pro-tibétaine Free Tibet, de nouvelles violences entre manifestants tibétains et police font au moins deux morts dans la localité de Xian de Sêrtar. Les autorités annoncent que « des groupes séparatistes étrangers » ont pour objectif la déstabilisation du gouvernement.

## Personnalités liées auxiande Serthar
- Khenpo Jigme Phuntsok
- Jigme Gyatso
- Serta Tsultrim